# Jysk
Jysk (stylizováno JYSK) je dánský maloobchodní řetězec s nábytkem a bytovými doplňky, který působí v přibližně 50 zemích světa. V Česku provozuje zhruba stovku prodejen a v účetním roce 2021/22 vykázal tržby ve výši 4,697 mld. Kč, což z něj činí jednoho z největších obchodníků s nábytkem v zemi.

## Název alogo
Jysk je v dánštině přídavné jméno znamenající jutský, tj. pocházející z Jutského poloostrova. Podle řetězce je slovo často spojováno s charakterovými vlastnostmi, jako jsou skromnost, pečlivost a poctivost, což jsou hodnoty, kterými se JYSK snaží prezentovat. Logo JYSK obsahuje siluetu husy, odkazující na husí peří, které se dříve používalo jako výplň přikrývek a polštářů.

## Historie

### Založení firmy
Zakladatelem společnosti byl Lars Larsen. Larsen pocházel z chudé venkovské rodiny a byl nejmladší ze čtyř sourozenců. Po střední škole nastoupil jako učeň do prodejny textilu a matrací, později pracoval také jako instalatér záclon a nakonec jako manažer diskontní prodejny s textilem MinusService. Pod Larsenovým vedením se prodejně dařilo a mohla otevřít dvě nové pobočky. Majitel firmy se však obával příliš rychlého tempa expanze, a tak se Larsen rozhodl MinusService opustit a založit vlastní firmu. První prodejna pod názvem Jysk Sengetøjslager (jutský sklad ložního textilu) byla otevřena v dubnu 1979 v Aarhusu.

### Expanze
Firmě se dařilo a otevírala nové prodejny. Pod názvem Dänisches Bettenlager řetězec v roce 1984 expandoval do Německa jakožto první zahraniční země. Také v dalších evropských zemích řetězec otevíral prodejny s názvy v místních jazycích, například Norsk Sengetøylager v Norsku (1988), Jysk Bäddlager ve Švédsku (1991) nebo Jysk Vuodevarasto ve Finsku (1995). JYSK také od 80. let provozoval franšízový systém, první franšízová prodejna JYSK vznikla v roce 1984 v Grónsku.
V 90. letech zkoušel JYSK prorazit na trhu ve Spojených státech amerických, kvůli odlišným návykům amerických zákazníků se ale potýkal s dlouhodobou finanční ztrátou a své prodejny v roce 2000 po osmi letech uzavřel. Na severoamerickém kontinentu tak zůstaly pouze franšízové prodejny JYSK v Kanadě. Neúspěchem skončil také první pokus o podnikání v Rusku (1996–1998) kvůli měnové krizi. V novém tisíciletí se JYSK soustředil na expanzi do střední Evropy, nově vstoupil na trh v Rakousku a Polsku (2000), Česku (2003), Maďarsku (2005), Nizozemsku a Švýcarsku (2006). Franšízové prodejny mezitím vznikly například ve státech Pobaltí, na Ukrajině, v Bulharsku nebo v Kosovu. Expanze kmenových i franšízových prodejen pokračovala také v dalším desetiletí.
Larsen v roce 2004, při příležitosti 25. výročí založení firmy, vydal autobiografii, přičemž jednu kopii nechal zaslat každé dánské domácnosti. V roce 2010 obdržel od dánské královny Markéty II. řád Dannebrog třetí třídy (rytíř). V roce 2019 Larsen odstoupil z vedení firmy kvůli rakovině jater, které v srpnu téhož roku podlehl.

### Současnost
Předsedou představenstva firmy se po odchodu svého otce stal Jacob Brunsborg. V letech 2020–2022 proběhlo sloučení společností JYSK Nordic (provozující prodejny v severní a střední Evropě) a Dänisches Bettenlager (v německy mluvících zemích a jižní Evropě). Prodejny Dänisches Bettenlager byly nově taktéž přejmenovány na JYSK.
V roce 2020 JYSK potřetí vstoupil na trh v Rusku. V reakci na válku na Ukrajině ruský trh v roce 2022 také potřetí opustil.

## JYSK ve světě

Prodejny JYSK k srpnu 2022 existovaly ve 48 zemích světa. Celkově měl řetězec 3 020 vlastních prodejen (ve 27 zemích) a 200 prodejen franšízových (ve zbylých 21 zemích). Ve finančním roce 2021–2022 měl JYSK celosvětově tržby ve výši 36,227 mld. dánských korun (asi 4,8 mld. € nebo 115 mld. Kč) a hrubý zisk 4,538 mld. kr. (609 mil. €, 15 mld. Kč).

### Evropa
V Evropě se v srpnu 2022 nacházelo všech 3 020 kmenových prodejen JYSK a 105 franšízových prodejen. JYSK působí nebo působil téměř ve všech státech Evropy s výjimkou mikrostátů a Lucemburska. Evropskými zeměmi, kde byl provoz prodejen JYSK ukončen, jsou Bělorusko, Kypr a Rusko. V případě Běloruska a Ruska jde o důsledek protiválečných sankcí, na Kypru existovala jediná franšízová prodejna na přelomu let 2019 a 2020. Zatím poslední evropskou zemí, kam JYSK expandoval, se na jaře 2023 stalo Turecko, kde první dvě prodejny vznikly v Istanbulu.
Nejvíce prodejen JYSK, 961, se k srpnu 2022 nacházelo v Německu. Následovalo Polsko s 272 prodejnami a Švédsko se 156 prodejnami. Domovské Dánsko bylo podle počtu prodejen až páté se 111 prodejnami. V Česku měl JYSK 8. největší počet prodejen, 101. Naopak nejméně, po jedné prodejně, měla Arménie a Faerské ostrovy.
| Země                | Typ filiálky | Rok vstupu | Počet prodejen |
| ------------------- | ------------ | ---------- | -------------- |
| Albánie             | franšíza     | 2015       | 6              |
| Arménie             | franšíza     | 2013       | 1              |
| Ázerbájdžán         | franšíza     | 2019       | 11             |
| Belgie              | JYSK         | 2017       | 50             |
| Bosna a Hercegovina | JYSK         | 2010       | 29             |
| Bulharsko           | JYSK         | 2005       | 47             |
| Černá Hora          | franšíza     | 2015       | 3              |
| Česko               | JYSK         | 2003       | 101            |
| Dánsko              | JYSK         | 1979       | 111            |
| Estonsko            | franšíza     | 2002       | 13             |
| Faerské ostrovy     | franšíza     | 1986       | 1              |
| Francie             | JYSK         | 2007       | 60             |
| Finsko              | JYSK         | 1994       | 95             |
| Grónsko             | franšíza     | 1984       | 6              |
| Gruzie              | franšíza     | 2016       | 6              |
| Chorvatsko          | JYSK         | 2009       | 53             |
| Irsko               | JYSK         | 2019       | 18             |
| Island              | franšíza     | 1987       | 7              |
| Itálie              | JYSK         | 2009       | 75             |
| Litva               | franšíza     | 2001       | 15             |
| Lotyšsko            | franšíza     | 1996       | 11             |
| Kosovo              | franšíza     | 2004       | 7              |
| Maďarsko            | JYSK         | 2005       | 92             |
| Malta               | franšíza     | 2016       | 2              |
| Moldavsko           | franšíza     | 2016       | 12             |
| Německo             | JYSK         | 1984       | 961            |
| Nizozemsko          | JYSK         | 2006       | 104            |
| Norsko              | JYSK         | 1988       | 105            |
| Polsko              | JYSK         | 2000       | 272            |
| Portugalsko         | JYSK         | 2016       | 21             |
| Rakousko            | JYSK         | 2000       | 88             |
| Rumunsko            | JYSK         | 2007       | 126            |
| Řecko               | JYSK         | 2015       | 55             |
| Severní Makedonie   | franšíza     | 2008       | 4              |
| Slovensko           | JYSK         | 2006       | 50             |
| Slovinsko           | JYSK         | 2008       | 25             |
| Spojené království  | JYSK         | 2008       | 27             |
| Srbsko              | JYSK         | 2011       | 44             |
| Španělsko           | JYSK         | 2009       | 101            |
| Švédsko             | JYSK         | 1991       | 156            |
| Švýcarsko           | JYSK         | 2006       | 72             |
| Ukrajina            | JYSK         | 2004       | 82             |
| Celkem              | Celkem       | Celkem     | 3 126          |

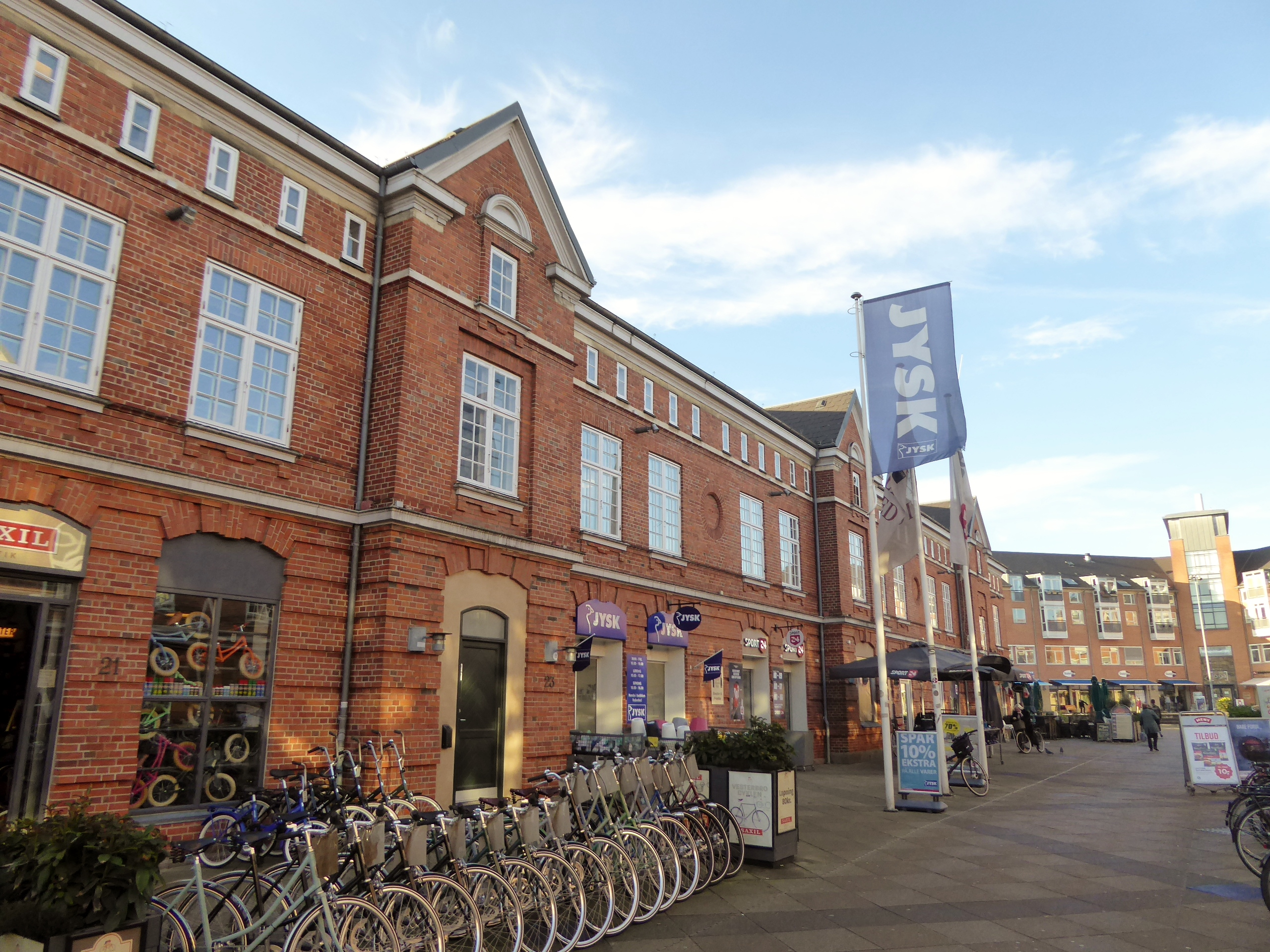
Prodejna JYSK v  Kodani
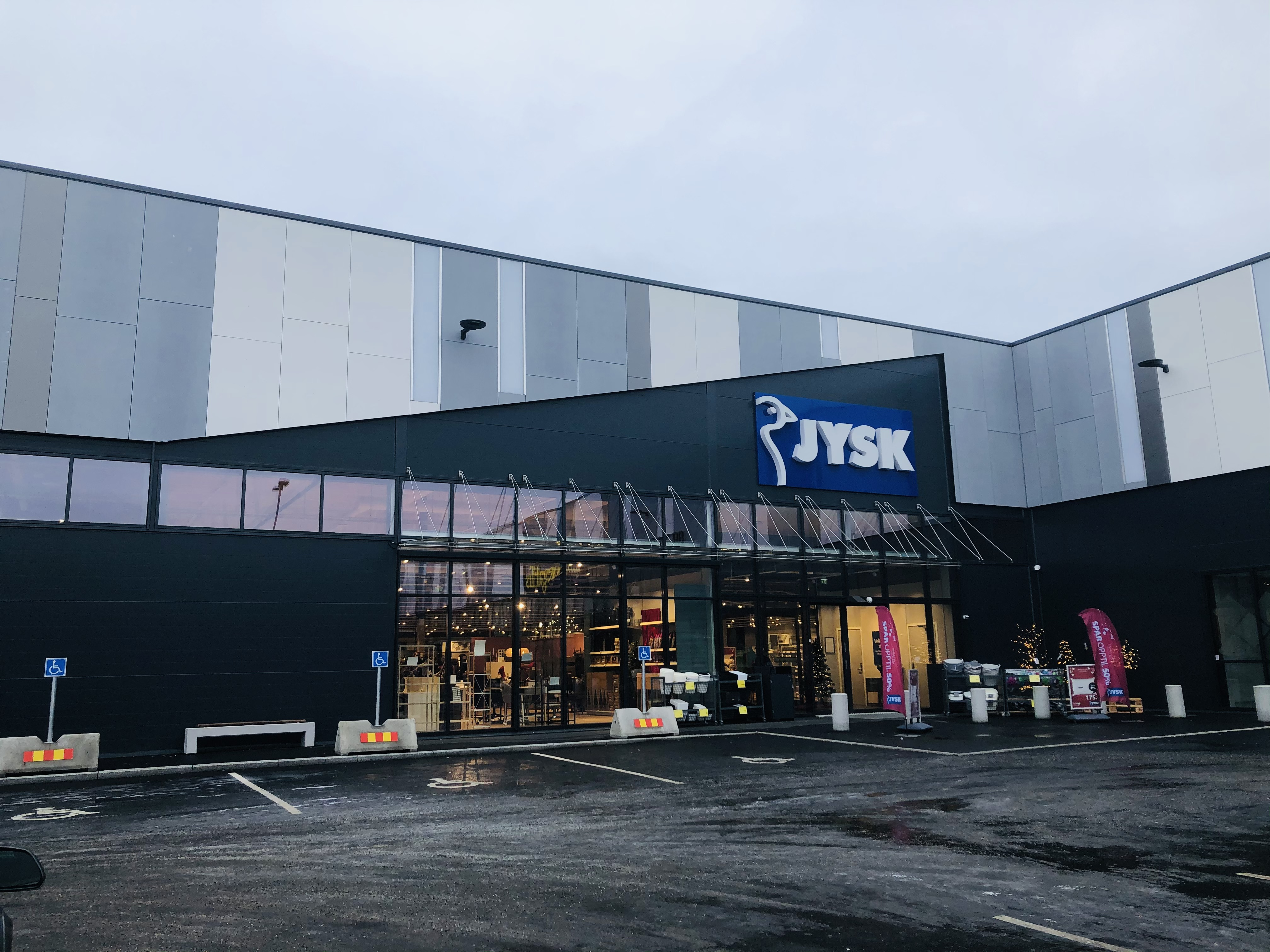
Prodejna JYSK v norském kraji Buskerud
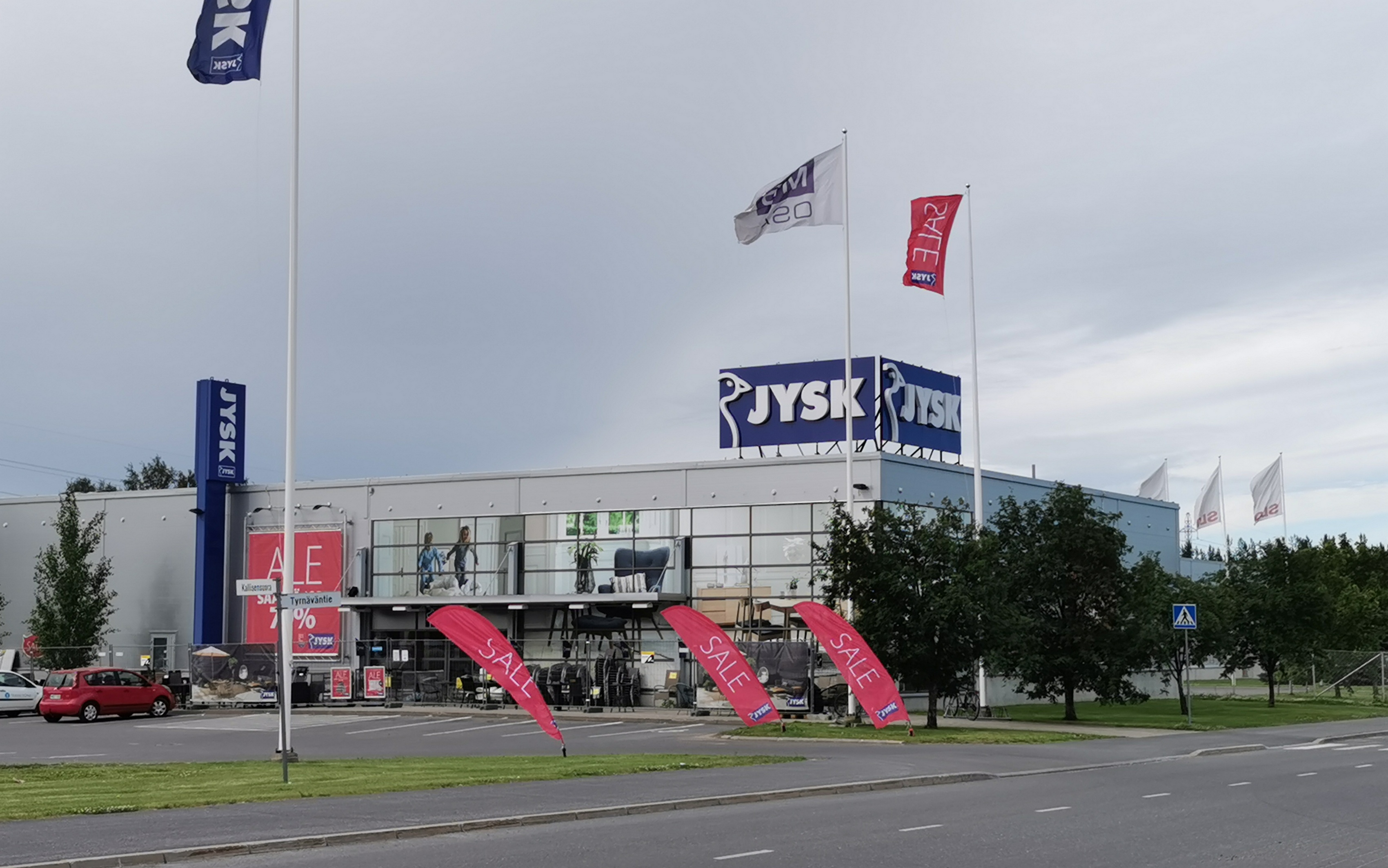
Prodejna JYSK v Oulu ve Finsku
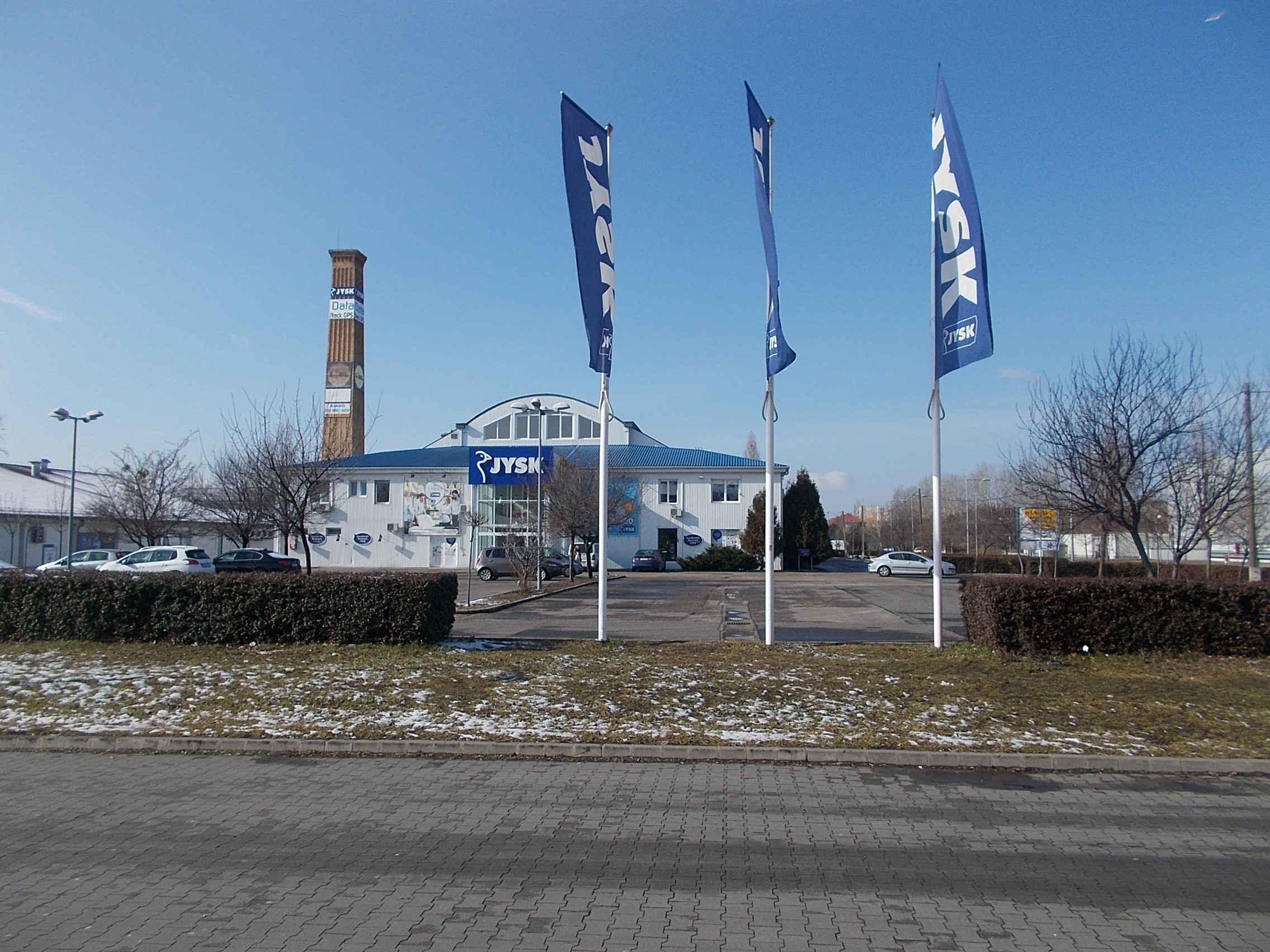
Prodejna JYSK v Budapešti
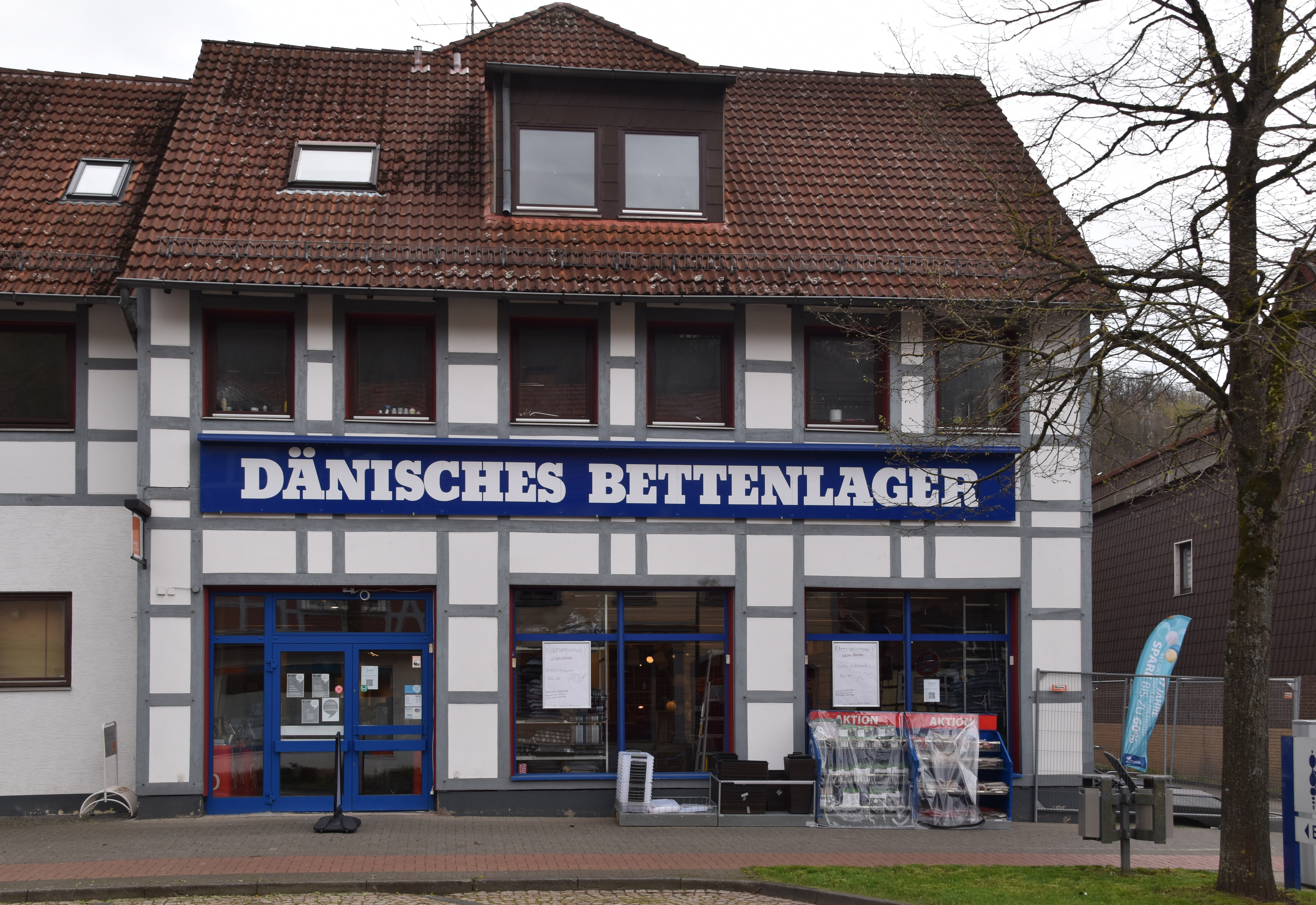
Dänisches Bettenlager ve městě Bad Lauterberg v Dolním Sasku

### Asie

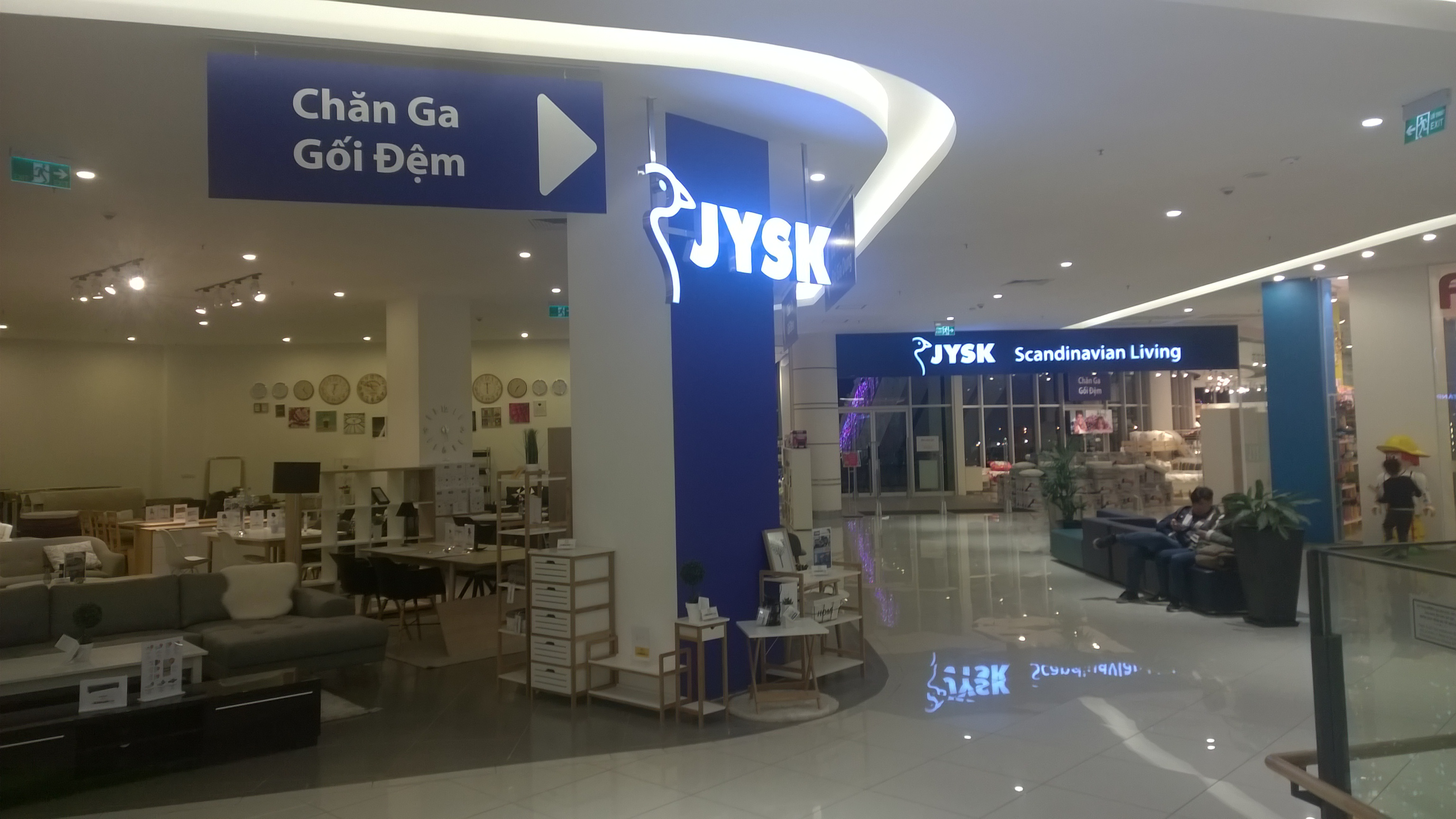
JYSK v Long Bien ve Vietnamu

JYSK měl v srpnu 2022 celkem 34 franšízových prodejen v pěti zemích Asie. Provoz thajské filiálky ovšem byl v roce 2023 ukončen, stejně jako již dříve skončily prodejny JYSK v Číně, Indonésii a Singapuru.
| Země                    | Typ filiálky | Rok vstupu | Počet prodejen |
| ----------------------- | ------------ | ---------- | -------------- |
| Kuvajt                  | franšíza     | 2017       | 4              |
| Spojené arabské emiráty | franšíza     | 2018       | 5              |
| Tádžikistán             | franšíza     | 2016       | 3              |
| Thajsko                 | franšíza     | 2018       | 11             |
| Vietnam                 | franšíza     | 2015       | 11             |
| Celkem                  | Celkem       | Celkem     | 34             |

### Severní Amerika

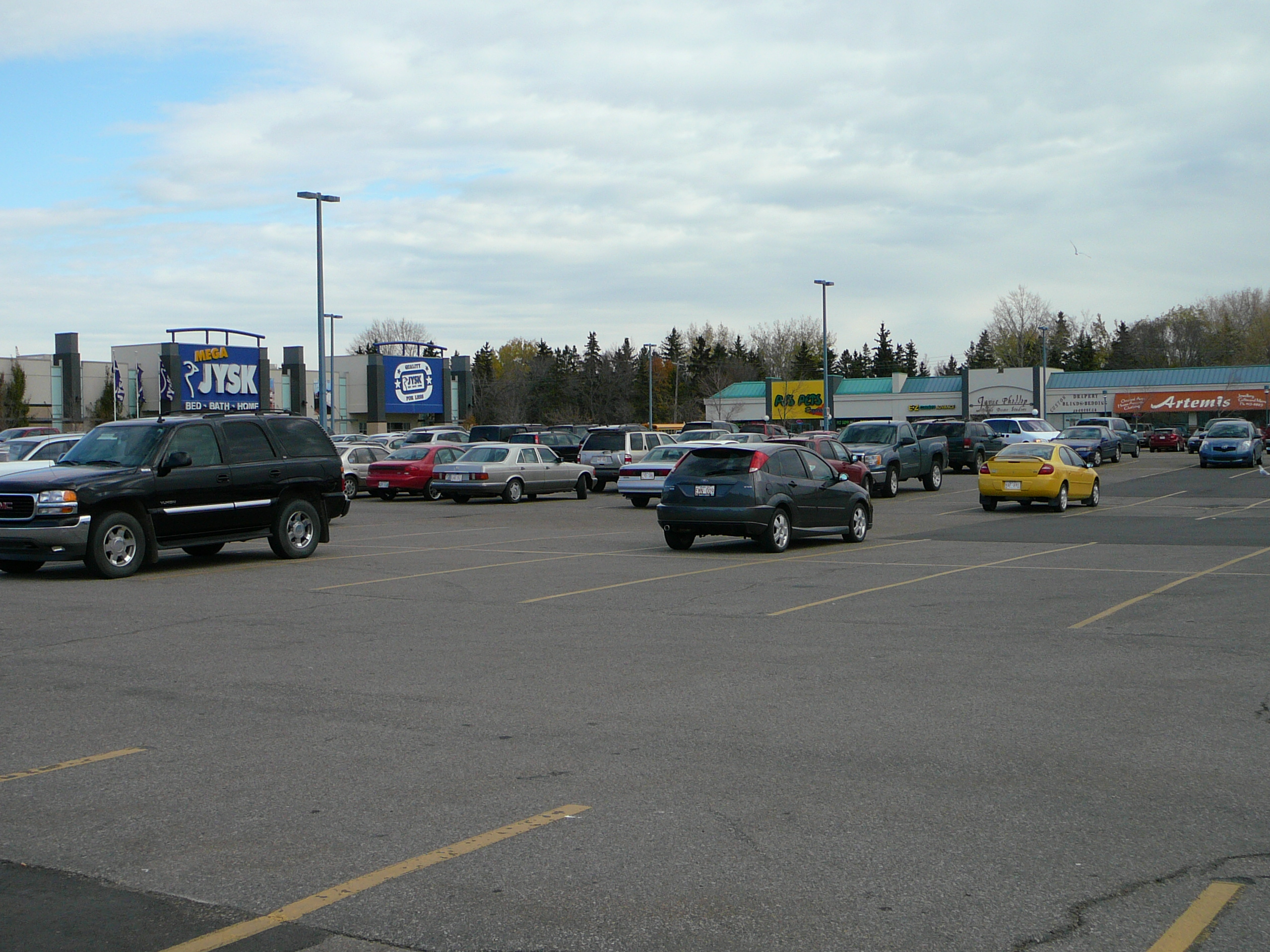
JYSK v Edmontonu v Kanadě (2008)

Jedinou severoamerickou zemí, kde v roce 2023 fungovaly prodejny JYSK, byla Kanada. V letech 1992–2000 JYSK podnikal také ve Spojených státech amerických.
| Země   | Typ filiálky | Rok vstupu | Počet prodejen |
| ------ | ------------ | ---------- | -------------- |
| Kanada | franšíza     | 1996       | 61             |
| Celkem | Celkem       | Celkem     | 61             |

### Dřívější trhy
- Bělorusko: JYSK v zemi působil prostřednictvím franšízy od roku 2016.[8] Provoz franšízy byl ukončen v roce 2022 v souvislosti s válkou na Ukrajině.[18]
- Kypr: v zemi v roce 2019 vznikla jedna franšízová prodejna, která byla v roce 2020 kvůli tvrdé konkurenci a pandemii covidu-19 zrušena.[16]
- Rusko: JYSK v zemi podnikal celkem třikrát. Od roku 1996 zde prodejny provozoval přímo JYSK a podnikání ukončil v roce 1998 kvůli devalvaci ruského rublu.[8][10] Podruhé v Rusku prodejny JYSK existovaly v letech 2006–2008 ve formátu franšízy.[8] Potřetí JYSK na ruský trh vstoupil v roce 2020 a odešel v roce 2022 kvůli rusko-ukrajinské válce.[14]
- Kazachstán,  Čína,  Indonésie,  Singapur: vstup na trh v těchto zemích prostřednictvím franšízy je datován v sekci o historii na stránkách firmy,[8] v současnosti se zde však žádné prodejny JYSK nenacházejí.
- Spojené státy americké: pod názvem JYSK Bed'n'linen zde společnost podnikala v letech 1992–2000, podnikání ale ukončila vzhledem ke špatným ekonomickým výsledkům.[9]

## JYSK vČesku
JYSK v Česku podniká prostřednictvím společnosti JYSK s.r.o., jež má IČ 267 60 746 a je vedena u Městského soudu v Praze. Firma sídlí v pražské Lhotce ve výškové budově na Novodvorské ulici.

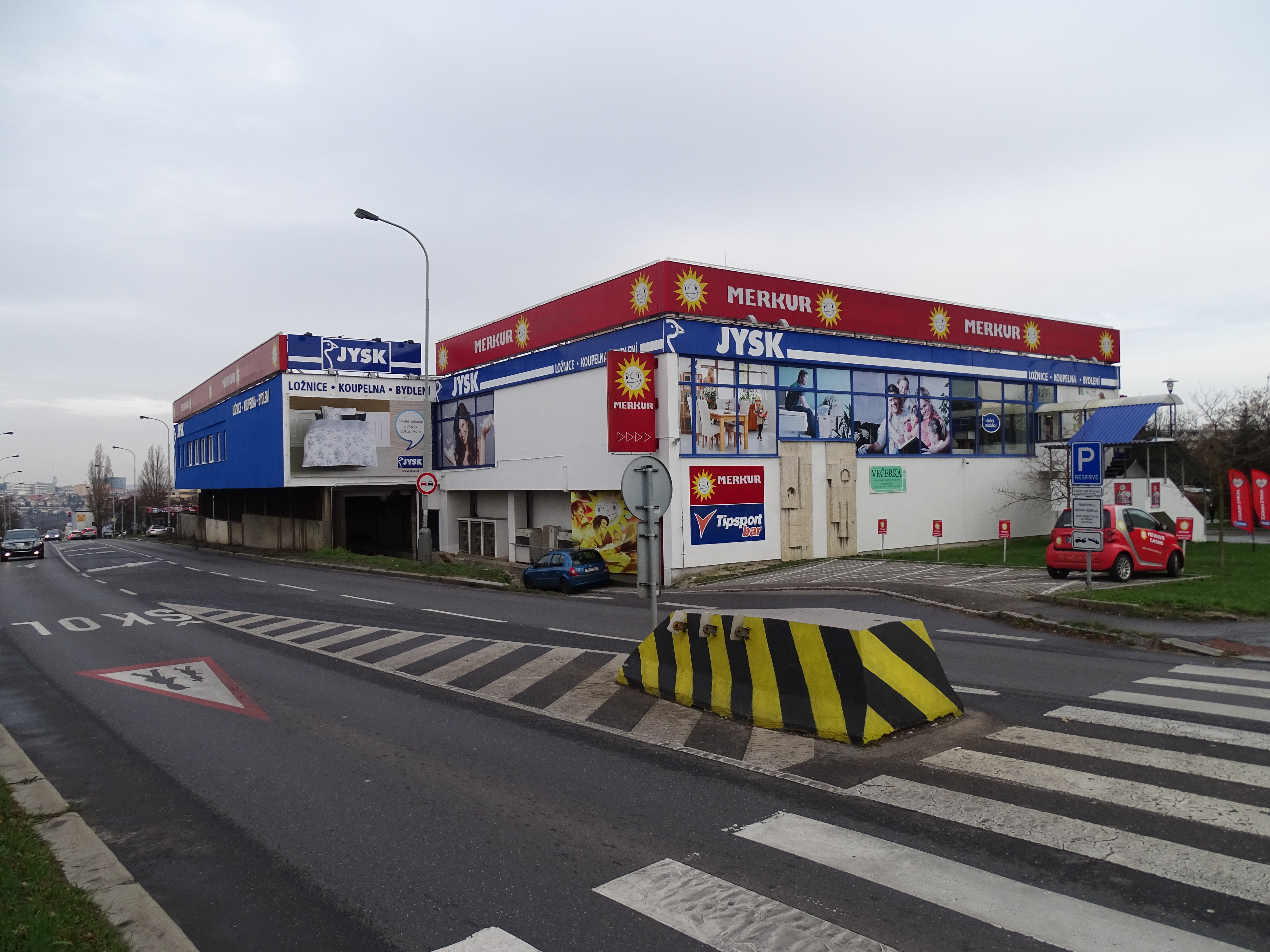
Nejstarší česká prodejna JYSK v Praze-Krči (2015)

První prodejna JYSK byla v Česku otevřena 1. května 2003 v Praze. Zřejmě šlo o prodejnu na Štúrově ulici v Krči, kde měla česká filiálka v letech 2003–2007 sídlo. Do září 2004 JYSK otevřel dalších pět prodejen v Brně, Opavě, Ostravě, Teplicích a na pražském Černém Mostě. Ve finančním roce 2005/2006 již firma v Česku provozovala 29 prodejen a vykázala tržby ve výši 586 mil. Kč. V roce 2010/2011 to již bylo 57 prodejen a tržby 1,627 mld. Kč, v roce 2015/2016 78 prodejen a tržby 2,587 mld. Kč.

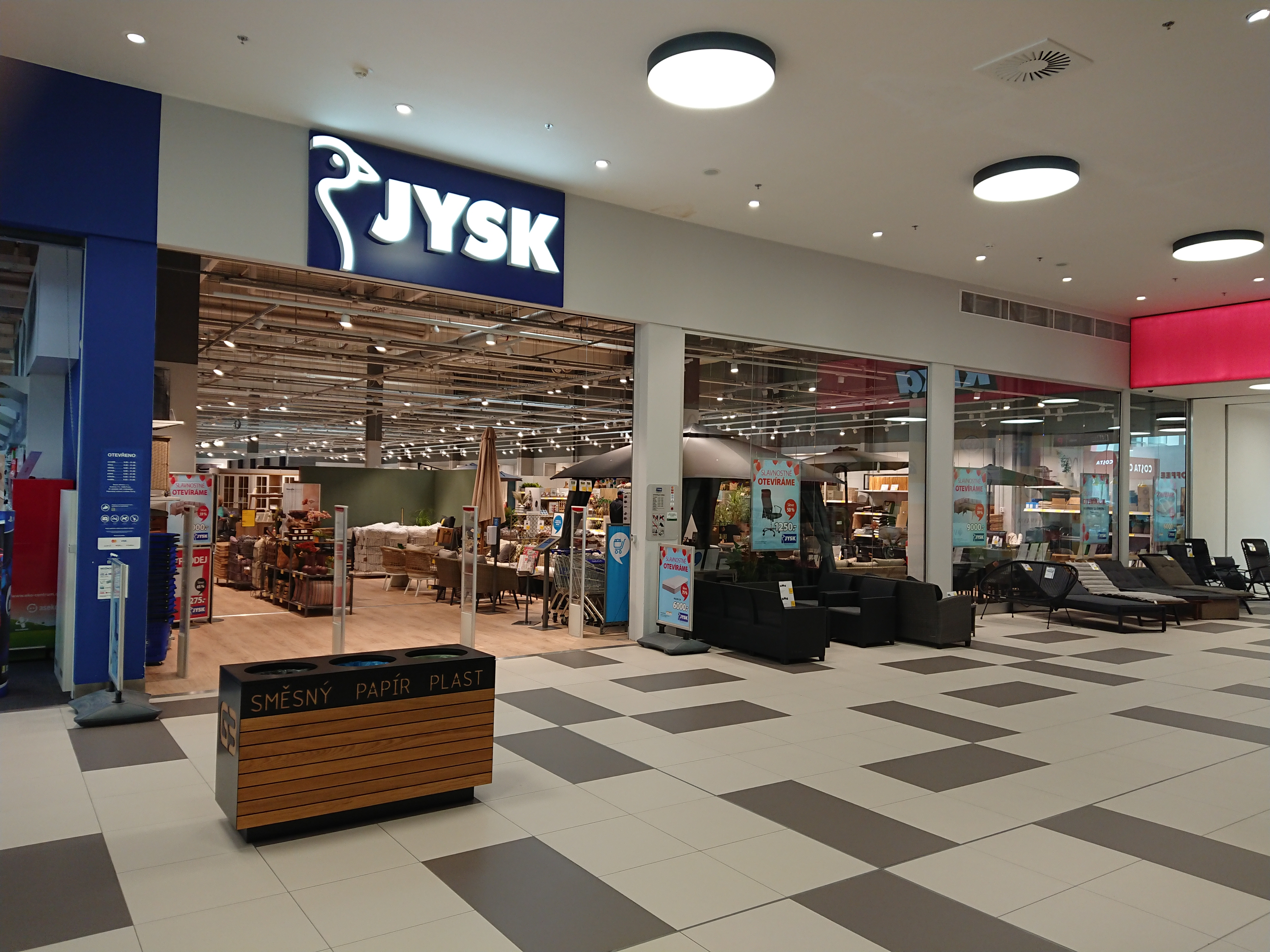
JYSK v Praze v Galerii Butovice

JYSK patří mezi největší obchodníky s nábytkem v Česku. Z hlediska tržeb je na třetím místě za řetězci IKEA a XXXLutz, v počtu prodejen naopak drží prvenství. JYSK měl v Česku ve finančním roce 2021/2022 100 prodejen a e-shop a tržby ve výši 4,697 mld. Kč (s čistým ziskem 900 mil. Kč).
V srpnu 2023 v Česku existovalo celkem 103 prodejen JYSK. JYSK měl prodejny ve všech českých krajích, nejvíce v Moravskoslezském a Středočeském (v každém 13 prodejen) a nejméně v Karlovarském (3 prodejny). JYSK patří mezi typické nájemce nákupních parků.
| Kraj            | Počet prodejen |
| --------------- | -------------- |
| Jihočeský       | 7              |
| Jihomoravský    | 8              |
| Karlovarský     | 3              |
| Královéhradecký | 7              |
| Liberecký       | 4              |
| Moravskoslezský | 13             |
| Olomoucký       | 7              |
| Pardubický      | 7              |
| Plzeňský        | 6              |
| Praha           | 9              |
| Středočeský     | 13             |
| Ústecký         | 9              |
| Vysočina        | 4              |
| Zlínský         | 6              |
| Celkem          | 103            |